# Holocerina murphyi
Holocerina murphyi is een vlinder uit de familie nachtpauwogen (Saturniidae). De wetenschappelijke naam van de soort is voor het eerst geldig gepubliceerd in 2014 door Thierry Bouyer.

## Type
- holotype: "male. 4.1.2000. leg. R. Murphy. Barcode CTBB-1127"
- instituut: IRSNB. Brussel, België
- typelocatie: "Malawi, N. Malawi, Mzuzu"